# Anemometer

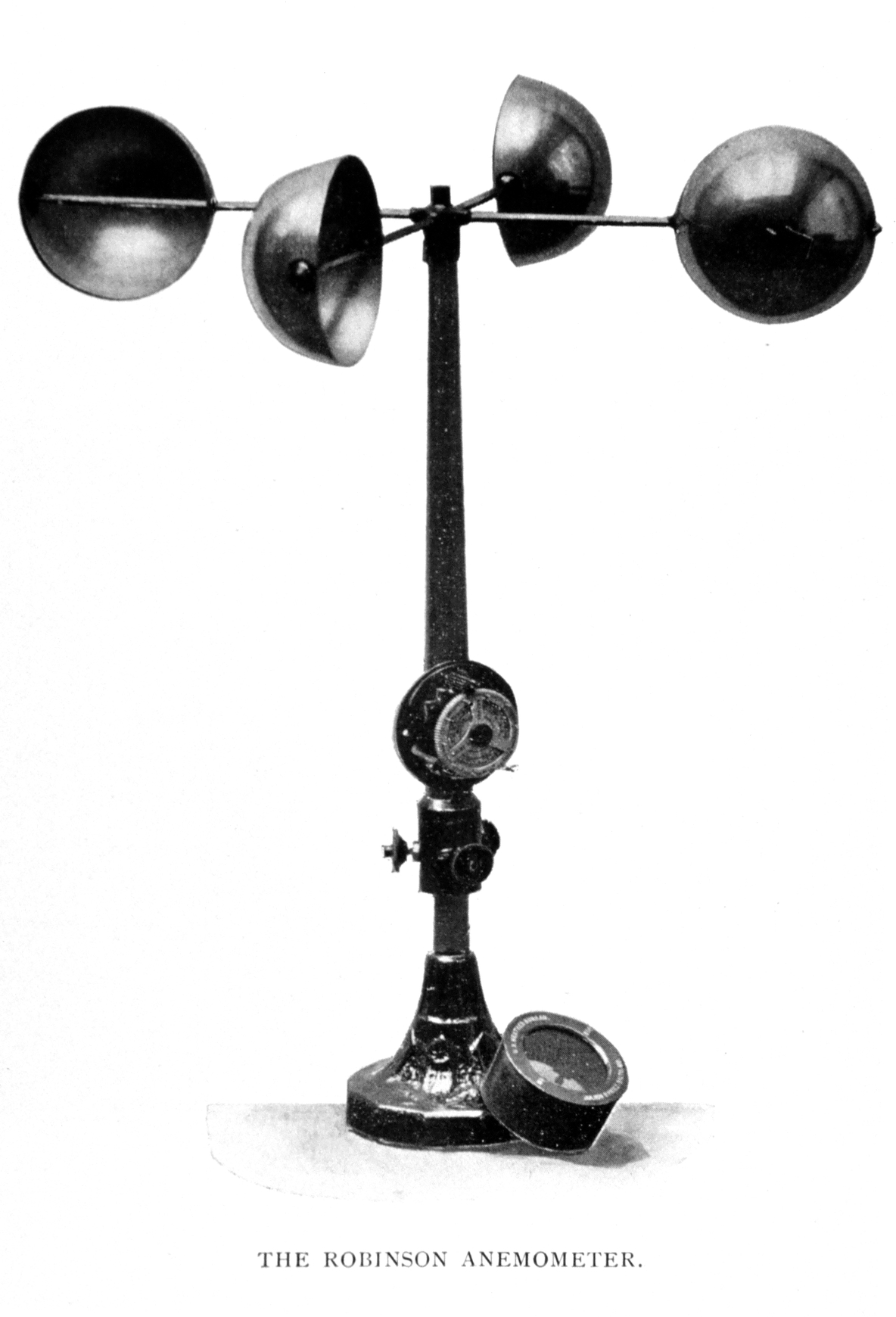
Ein historisches Schalenanemometer

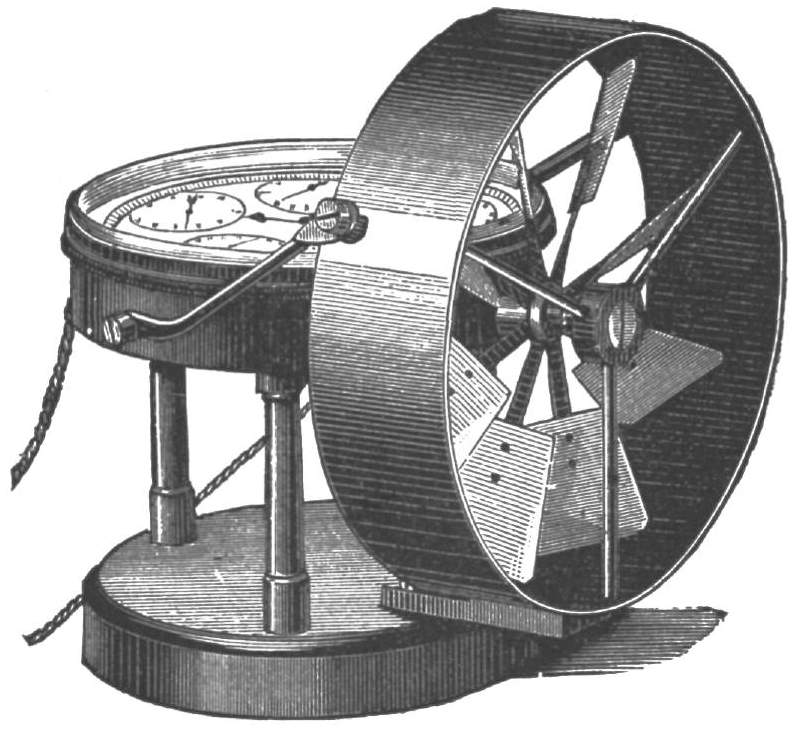
Die Ausführung eines Anemometers von Rudolf Fuess in Berlin (um 1900)

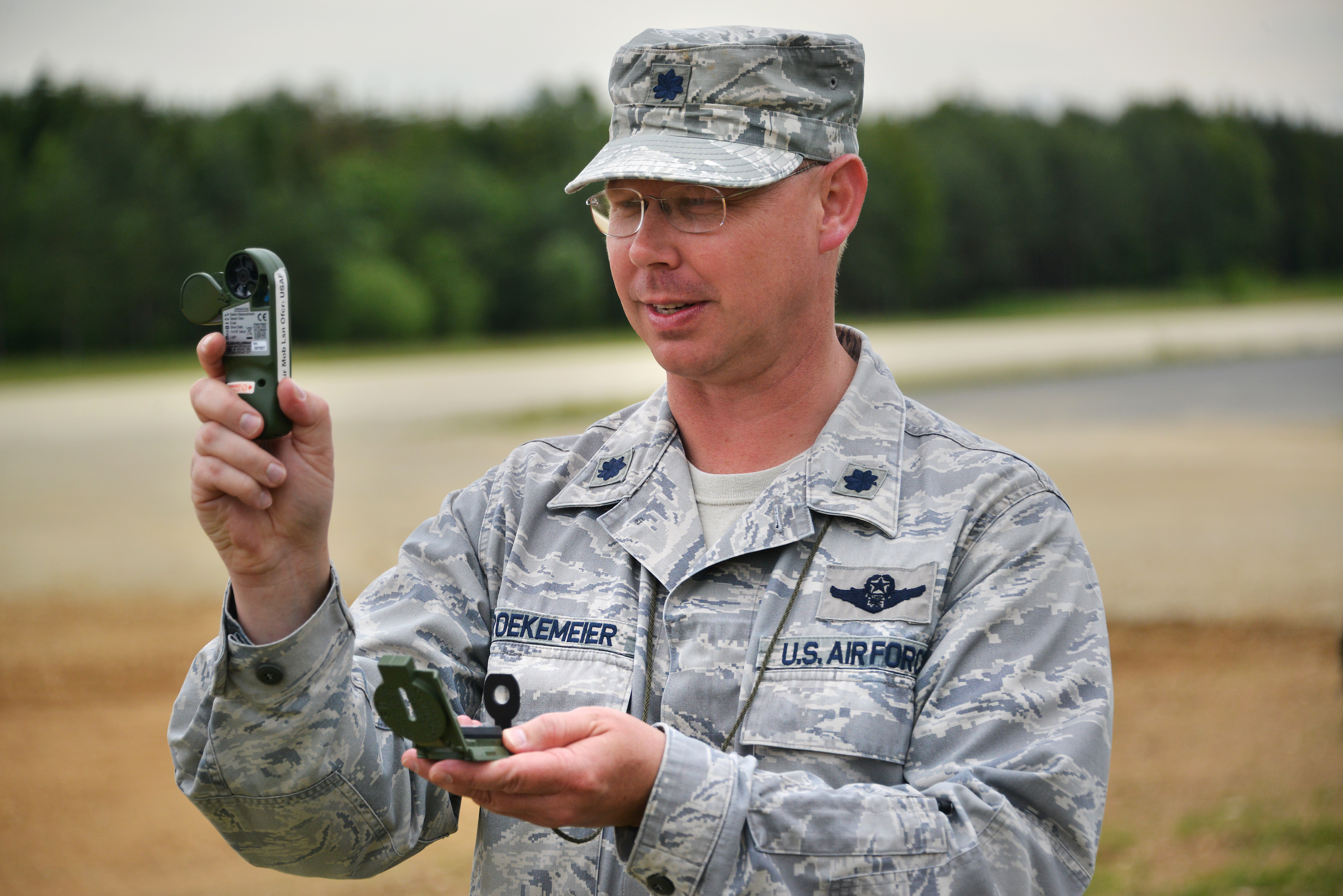
Windmessung mit einem Hand-Anemometer

Als Anemometer oder Windmesser werden verschiedene Messinstrumente zur lokalen Messung der Windgeschwindigkeit, oder allgemein der Geschwindigkeit eines Strömungsfeldes, bezeichnet. Das Wort stammt von altgriechisch ἄνεμος anemos, deutsch ‚Wind‘ und μέτρον métron ‚Maß‘.

## Anwendungsbereiche
Zusammen mit einem Windrichtungsgeber und einer Aufzeichnungseinrichtung sind fest installierte Anemometer Teil von Wetterstationen. Messdaten von temporären Anlagen in entsprechender Höhe sind für die Standortwahl und Auslegung von Windkraftanlagen notwendig. Auf größeren Flugplätzen werden meist von mehreren Messpunkten aus die Daten der Windmessung zur Flugüberwachung übertragen. Am oberen Ende vom Mast eines Segelboots ist häufig ein Schalenanemometer angebracht, das die Stärke des scheinbaren Winds ermittelt.
Im Handel erhältlich sind vor allem Flügelradanemometer und Hitzdraht-Anemometer, zum Beispiel auch zur Prüfung von Lüftungsanlagen oder zum Blower-Door-Test (Haus-Dichtheitsmessung).

## Geschichte
Das älteste bekannte Anemometer ist die Windplatte, die auch Platten-, Schwingplatten-, Druckplatten- oder auch Deflektionsplatten-Anemometer genannt wird. Dieses Instrument wurde vermutlich 1450 von dem italienischen Architekten Leon Battista Alberti erfunden und danach von Leonardo da Vinci um 1500 in einer Skizze nach eigener Bauweise beschrieben.
Im Jahr 1667 erwähnt die Königliche Gesellschaft in London erneut ein Schwingplatten-Anemometer. Die Wiedererfindung wird Robert Hooke zugeschrieben. Robert Hooke und Sir Christopher Wren hatten ein gemeinsames Interesse an der Meteorologie, beide starteten sehr früh mit ihren Entdeckungen und sie entwickelten im Alter von 15 Jahren den ersten Thermographen. 1663 wurde die Apparatur mit einem Niederschlags- und Windmesser erweitert. Zwischen 1672 und 1678 hat Hooke einem von ihm entwickelten kombiniertem Wetteraufzeichnungsgerät ein erstes Flügelrad-Anemometer hinzugefügt. Eine Beschreibung davon wurde 1726 im Weather Wiser veröffentlicht. Nach der Fertigstellung seines Wetteraufzeichnungsgerätes arbeitete er an der Weiterentwicklung des Flügelanemometers und stellte 1683 ein tragbares Gerät vor, welches die Anzahl der Umdrehungen anzeigen und den Anstellwinkel der Flügel zum Wind verändern konnte.
Nach einer weiteren Variante des Flügelrad-Anemometers durch Christian Wolff im Jahr 1743 erfand Reinhard Woltman 1790 ein Wasserströmungsmesser mit Flügelrad. Das Instrument verfügte über zwei Flügel und einen Umdrehungszähler. Man sagt Wolltmann nach, er habe vorgeschlagen, dieses als Anemometer zu verwenden.
1837 baute der Chefingenieur einer französischen Mine Charles Combes ein von Wolltmanns Wasserströmungsmesser abgeleitetes Anemometer. Dieses hatte einen Schutzreifen um das Flügelrad und ebenfalls ein Rotations-Zählwerk. Zwischen 1845 und 1862 wurde das Messgerät um einen Schalter erweitert, mit dem das Zählwerk ein- und ausgekoppelt werden konnte. Diese Apparatur wurde später noch um eine Rückstellmöglichkeit erweitert, mit der der Zähler des Zählwerkes auf null gestellt werden konnte. Dieses Anemometer konnte für Windgeschwindigkeiten von 0,4 bis 5 m/s eingesetzt werden, so wie es in der Grubenbewetterung erforderlich war.
In England wurden diese nach Benjamin Biram als Biram’s Anemometer bezeichnet, der 1842 auf diese Bauart als erster ein Patent erhielt. Sie wurden seit 1845 von John Davis in Derby hergestellt, ab ca. 1862 mit einem umlaufenden Schutzring von Casarelli.
Von L. Casella of London wurde dann um ca. 1870 ein Anemometer entwickelt, um die Lüftung in einem Krankenhaus zu messen. Dieses Instrument konnte nun schon Strömungen von 0,27 bis 50 m/s messen.
Eine andere Messmethode mit einem Staudruckrohr wird nach James Lind als Lind’s Anemometer bezeichnet.
Das erste manometrische Anemometer, um ein solches handelt es sich bei dem Lind’schen Anemometer, wurde 1721 von Pierre Daniel Huet, Bischof von Avranches in der Normandie, Frankreich, beschrieben. Der Apparat bestand aus einem mit Quecksilber gefüllten U-Rohr. Das eine Ende des Rohres wurde um 90 Grad abgewinkelt und mit der Öffnung zum Wind ausgerichtet. Der Unterschied der Quecksilber-Höhen im U-Rohr ist zum Winddruck und folglich zum Quadrat der Strömungsgeschwindigkeit proportional.
Der englische Pastor Stephen Hales beschrieb 1743 eine ähnliche Vorrichtung. Dieser Apparat wurde mit Wasser gefüllt und war so für niedrigere Windgeschwindigkeiten empfindlicher.
1775 beschrieb dann Lind in seinem Werk Description and use of a portable windgauge ein Druckrohr-Anemometer, welches das erste praktische Instrument seiner Art war.
1846 wurde dann vom Astronomen Thomas Romney Robinson durch ein neu von ihm entwickeltes Anemometer mit Halbkugelschalen die Windgeschwindigkeit gemessen. Diese Konstruktion hatte zunächst nur zwei solcher Schalen, später wurde dann zwecks gleichmäßigerer Drehkraft ein weiteres Schalenpaar überkreuz dazu angeordnet. Dieser Typ eines Anemometers ist als Schalenanemometer noch heute für meteorologische Messungen im Gebrauch. Es dürfte die bekannteste Bauform eines Anemometers sein.

## Bauarten

### Windplatte

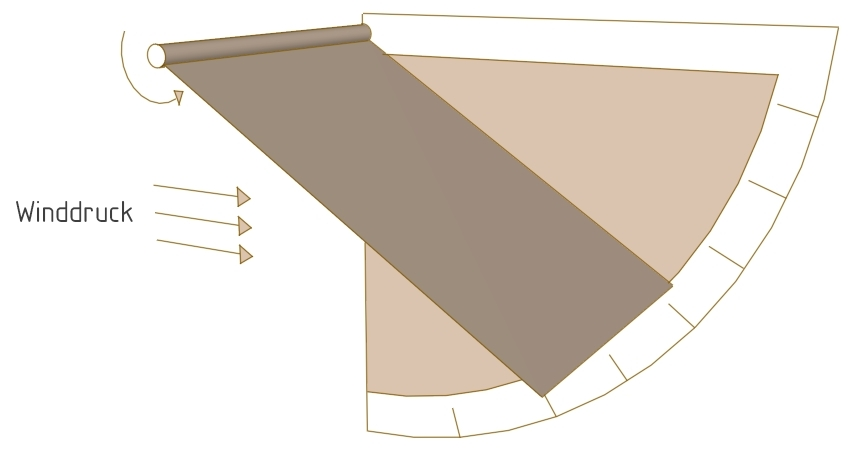
Modell einer Windplatte, die Windgeschwindigkeit kann an einer Skala abgelesen werden.

Zwei bekannte Ausführungen: Schwingplatte und Deflektionsplatte.
Schwingplatten-Anemometer: Rechtwinkelige Platte, die an ihrer oberen Kante drehbar gelagert ist. Je nach Windgeschwindigkeit wird die Platte mehr oder weniger aus ihrer senkrechten Lage bewegt. An einer Skala hinter der Platte kann über den Winkel derselben die Windstärke abgelesen werden.
Deflektionsplatten-Anemometer, auch Druckplatten-Anemometer genannt: Hier steht eine Platte flächig frontal gegen den Wind und wird von diesem ohne Veränderung des Neigungswinkels auf einer Gleitschiene linear zur Windrichtung verschoben. Ein Zugseil, welches über eine Lenkrolle mit einem Gewicht straff gehalten wird, bewegt einen Zeiger über eine ablesbare Skala.
Diese einfachen Messvorrichtungen können nur ungenau die Windgeschwindigkeit anzeigen, teils dadurch bedingt, dass es in der Natur des Windes liegt, selten gleichmäßig zu strömen, teils dadurch, dass bei der Reaktion der Windplatte ein Massenträgheitsmoment ein sofortiges Ansprechen verhindert. Zudem pendelt oder schwingt die Platte eigenen Gesetzen der Schwerkraft oder des Rückfederns – je nach Bauweise – gehorchend und zeigt dann abweichende Ergebnisse an.

### Flügelrad-Anemometer

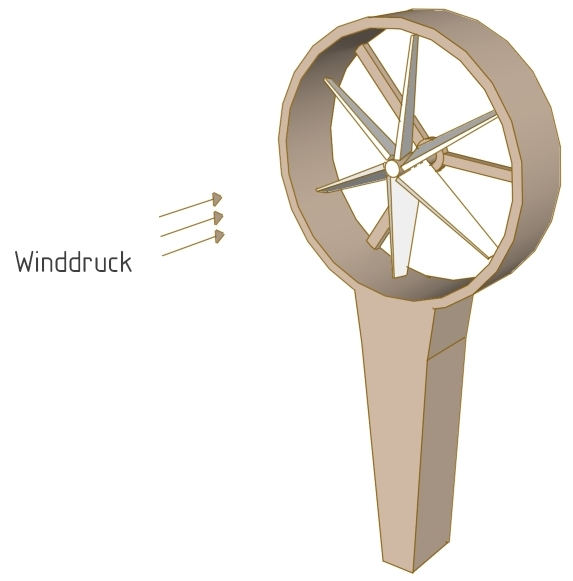
Modell eines Flügelrad-Anemometers (ohne Anzeigevorrichtung)

Ein Flügelrad-Anemometer ist eine kleine, nahezu freilaufende Axialturbine, bei hindurchströmendem Fluid dreht sich der Rotor gerade so schnell, dass die meist sechs bis zehn steil angestellten Blätter fast parallel zur Blattfläche angeströmt werden. Der potenziell viel größere dynamische Auftrieb der Flügel gleicht lediglich den Strömungswiderstand und die Reibung der Lager und ggf. das Bremsmoment einer Anzeigevorrichtung aus. Für schnelle Reaktion und niedrigen Anlaufwiderstand ist das Rad sehr leicht gebaut und die Achse ist dünn und gut gelagert; ein umgebender zylindrischer Ring dient dem mechanischen Schutz. Bei Instrumenten mit optischem oder magnetischem Inkrementalgeber kann das Flügelrad kleiner (bis hinunter zu 14 mm Durchmesser) ausfallen, da kein Zählwerk oder Wirbelstrom-Tachometer angetrieben werden muss. Die zu messende Geschwindigkeit der Strömung wird elektronisch aus der Drehzahl des Flügelrades errechnet, bei älteren Geräten wurde die Drehung mechanisch auf eine Anzeige übertragen.
Flügelrad-Anemometer eignen sich zur Messung schwacher bis starker Strömungen und können auch in Flüssigkeiten eingesetzt werden.
Handgeräte sind beim Flug- und Segelsport und unter anderem in der Lüftungs- und Heizungstechnik im Einsatz. Stationäre Flügelrad-Anemometer zur Windmessung benötigen eine Windrichtungsnachführung. Sie sind besser als Schalenanemometer für den Betrieb mit generatorischen Gebern geeignet.

### Schalenanemometer

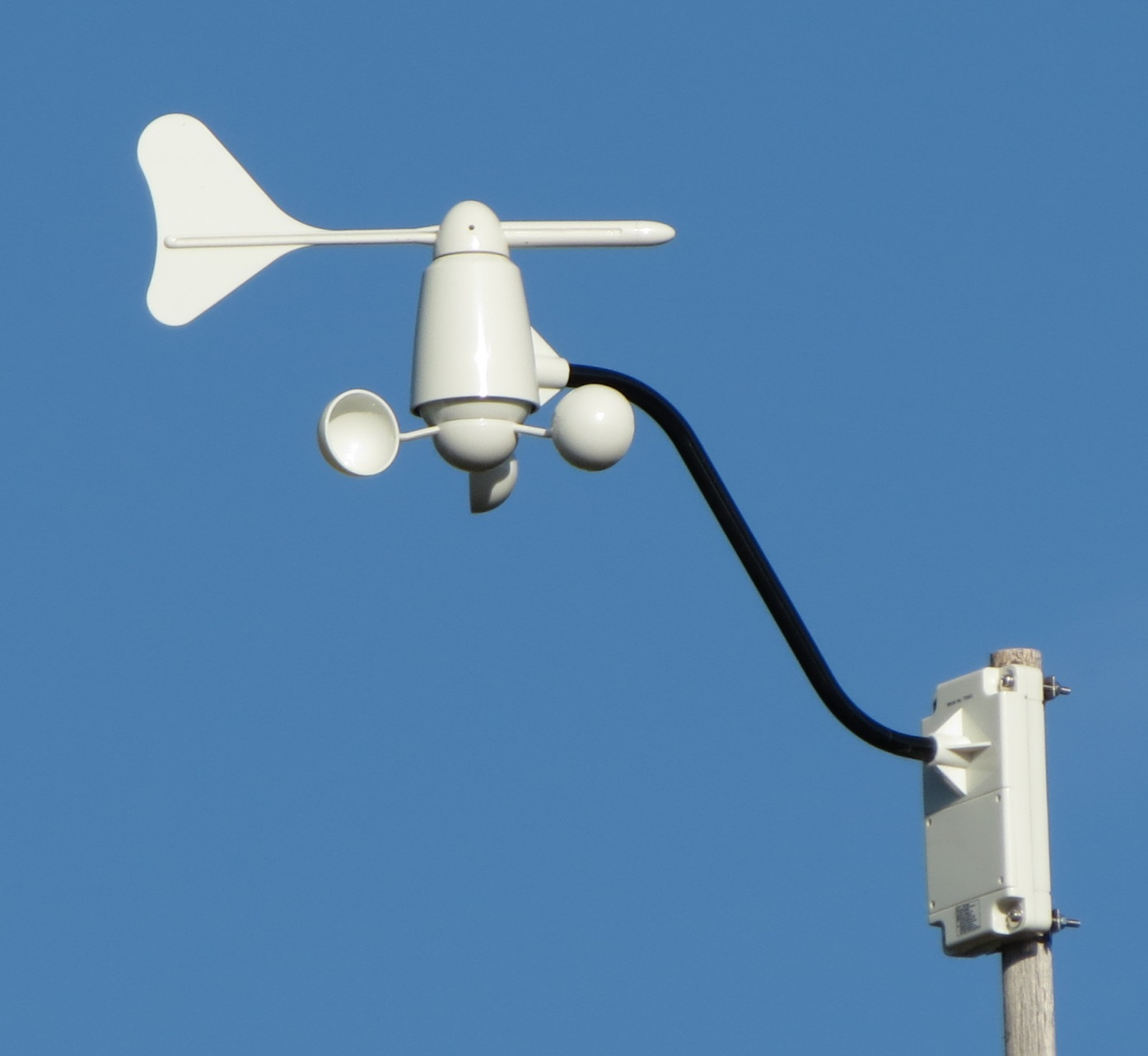
Schalen-Anemometer (unten)

Das Schalenanemometer, auch Schalensternanemometer, oder Kugelschalenanemometer hat eine vertikale Rotorachse – eine Windrichtungsnachführung ist überflüssig. Die Geräte beruhen auf der Richtungsabhängigkeit des cW-Wertes einer Halbkugelschale. Dadurch stellt sich eine zum Wind proportionale Drehzahl ein. Das Verhältnis der Umfangsgeschwindigkeit zur Windgeschwindigkeit, die Schnelllaufzahl, beträgt etwa 0,3 bis 0,4 und ist nicht wie beim Flügelrad variierbar, sodass auch das Drehmoment nicht hierüber variierbar ist.
Preisgünstige Handgeräte sprechen ab etwa 1 m/s an (Schritttempo), teurere schon bei geringeren Geschwindigkeiten.

### Staudruckanemometer

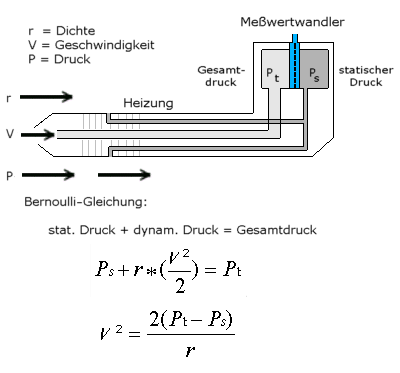
Prandtl-Sonde mit bernoullischer Gleichung

Ein Staudruckanemometer misst den Druckunterschied zwischen Gesamtdruck (Staudruck + Umgebungsdruck) und statischem Druck (höhenabhängiger atmosphärischer Umgebungsdruck). Der Staudruck entsteht durch die kinetische Energie der Strömung pro Volumeneinheit und stellt sich ein, wenn sich die Strömung bis zum Stillstand staut. Eine Prandtlsonde, siehe Abbildung, hat eine gegen die Strömung gerichtete Öffnung zur Messung des Gesamtdrucks und an ihrem Umfang kleine Öffnungen senkrecht zur Strömung. Der Druckunterschied wird mit einem Differenzdrucksensor erfasst bzw. angezeigt. Über die Dichte lässt sich auf die Geschwindigkeit schließen. Die Dichte hängt von Druck (Wetterlage, barometrische Höhe) und Temperatur ab. In Flüssigkeiten kann sich bei beschleunigter Sonde der hydrostatische Druck bemerkbar machen.
Da die kinetische Energie quadratisch von der Geschwindigkeit abhängt, eignen sich Staudruckanemometer kaum zur Messung kleiner Windgeschwindigkeiten. Staudruckanemometer gehörten früher wegen ihrer schnellen Reaktion als Teil des Böenschreibers zur Standardausrüstung von meteorologischen Stationen.

### Ultraschallanemometer
Bei Ultraschallanemometern werden unterschiedliche Prinzipien verwendet.

#### Laufzeitmessung

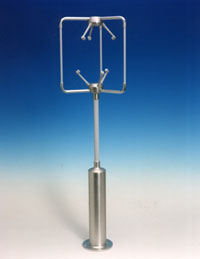
Ultraschallanemometer

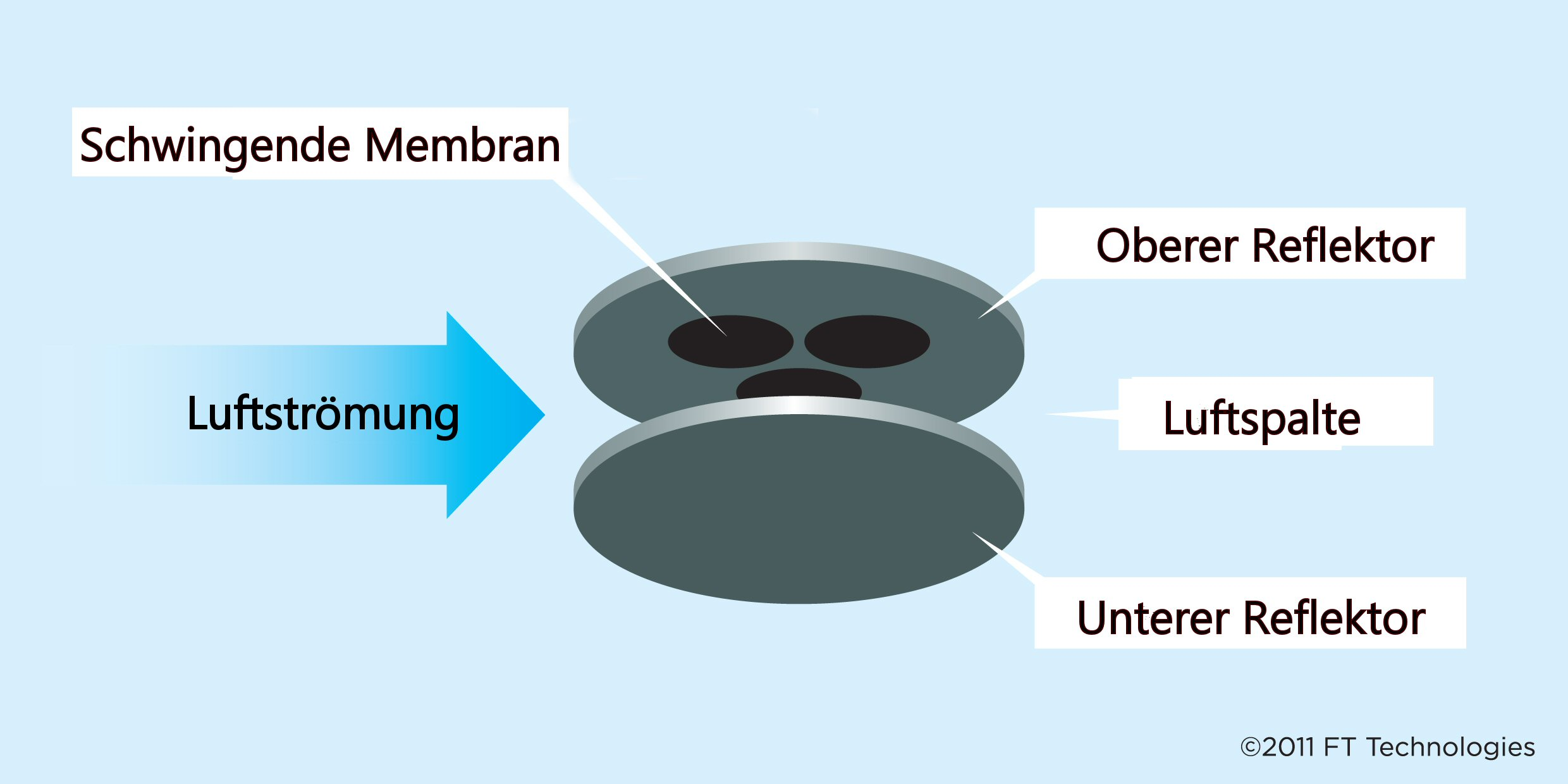
Messprinzip der akustischen Resonanz (Ultraschall Anemometer)

Ultraschallwellen werden vom Medium, in dem sie sich ausbreiten, mitgeführt, sodass die Laufzeit von Signalen über eine Messstrecke fester Länge von der Durchströmung der Messstrecke abhängt. Laufzeiten können mit hohen Frequenzen (genauer: mit hoher Bandbreite, siehe Pulskompression) präziser bestimmt werden, sodass auf kurze Distanzen hohe Frequenzen verwendet werden. Da die Schallgeschwindigkeit von der Temperatur und von der Feuchte abhängt, werden stets Laufzeiten in beiden Richtungen bestimmt. Aus der Differenz der Laufzeiten kann auch die virtuelle Temperatur berechnet werden.
Ein Ultraschallanemometer hat meist mehrere Messstrecken zwischen Ultraschallsendern bzw. -empfängern, über die abwechselnd die Schallgeschwindigkeit in verschiedenen Raumrichtungen gemessen wird. Daraus berechnet eine Messelektronik die horizontale und vertikale Windgeschwindigkeit. Vorteile des Ultraschallanemometers sind die höhere Genauigkeit, das Fehlen von Trägheit im System und die Möglichkeit der zusätzlichen Erfassung der vertikalen Windkomponente. Die Messrate hängt von der Schalllaufzeit auf den Messstrecken ab. Bei drei Messstrecken von je 20 Zentimeter Länge, die nacheinander jeweils in beide Richtungen gemessen werden, beträgt die gesamte Schalllaufzeit rund fünf Millisekunden. Somit sind bis zu 200 Messzyklen pro Sekunde möglich.

#### Akustische Resonanz

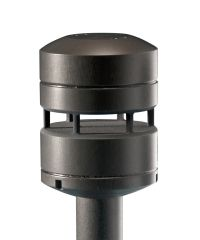
Windsensor basierend auf akustischer Resonanz

Eine neuere Entwicklung auf dem Gebiet der Ultraschall-Windmessung basiert auf akustischer Resonanz. Während konventionelle Ultraschallanemometer auf der Messung der Laufzeit basieren, wird bei den Windsensoren mit akustischer Resonanz eine Ultraschallwelle in einem kleinen Hohlraum reflektiert.
In dem Hohlraum befinden sich mehrere schwingende Membranen, die akustische Ultraschallwellen erzeugen und empfangen. Durch die wiederholte Reflexion zwischen den Reflektoren wird eine quasi-stehende Welle senkrecht zur Windrichtung und eine Transversalwelle parallel zur Windrichtung erzeugt. Strömt Luft entlang der Achse zwischen den Reflektoren, beeinflusst das die Ausbreitungsgeschwindigkeit der Welle und erzeugt eine Phasenverschiebung, die gemessen wird. Zum Ausgleich von Änderungen der Schallgeschwindigkeit, zum Beispiel durch Temperaturänderungen, wird die Ultraschallfrequenz kontinuierlich so angepasst, dass der Hohlraum in Resonanz betrieben wird. Dadurch wird die Messung der Luftgeschwindigkeit unabhängig von der variablen Schallgeschwindigkeit.
Aus aufeinander folgenden Messungen verschiedener Membranenpaare lassen sich die Vektorkomponenten der Luftströmung ermitteln und somit Windgeschwindigkeit und -richtung berechnen.

### SoDAR und LiDAR
Um die Windgeschwindigkeit in höheren Luftschichten zu messen, wird vom Boden ein Schallsignal oder Laserstrahl ausgesendet. Die Schallwellen bzw. das Licht werden durch Staubteile in der Luft reflektiert und am Boden gemessen. Durch den Doppler-Effekt lässt sich die horizontale und vertikale Windgeschwindigkeit ermitteln. Die Verzögerung zwischen Aussendung und Empfang gibt Aufschluss über die Höhe der gerade gemessenen Luftschicht. Die Messung erfasst Luftschichten von 10…40 bis 300 Meter Höhe.

### Weitere Prinzipien

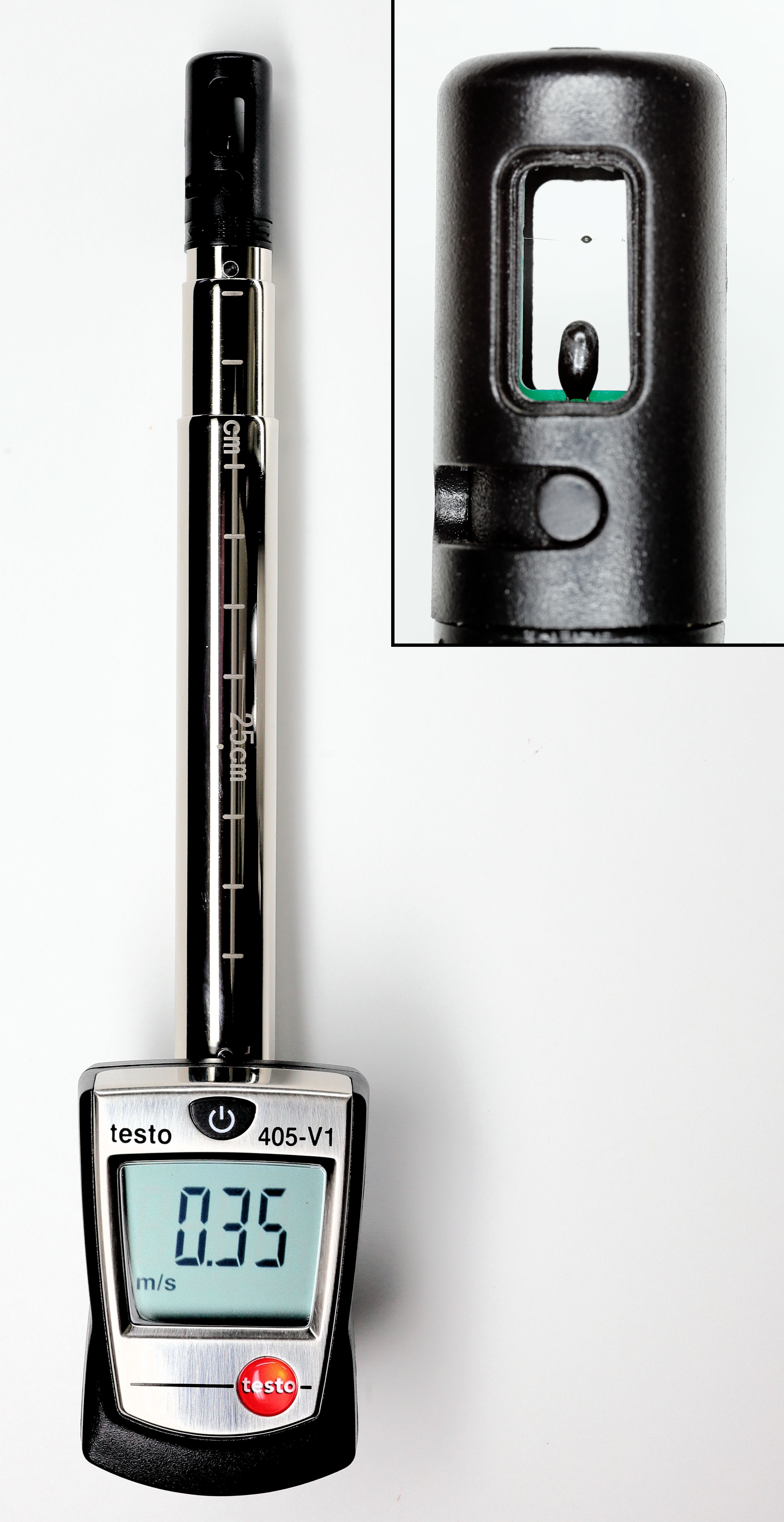
Hitzedraht-Anemometer, Messkopf vergrößert. Der kleine Punkt im Messkopf gehört zum Messsystem (die Leitungen sind im Bild kaum sichtbar)

Nach der Bauart und dem Messprinzip unterscheidet man neben den oben schon erwähnten Anemometern:
- Hitzdrahtanemometer (thermisches Anemometer): Ein Heizdraht wird erwärmt und vom Wind umströmt. So wird dem Draht Wärme entzogen und aus dem damit verbundenen Wärmeverlust kann auf die Windgeschwindigkeit geschlossen werden. Bei kleinen Strömungsgeschwindigkeiten weist es gegenüber handelsüblichen Flügelradanemometern eine höhere Empfindlichkeit auf.

Das Thermoelektrische Anemometer ist eine spezielle Anwendung in der Meteorologie
- Bei der Laser-Doppler-Anemometrie (LDA) wird mit Laserlicht aus zwei Richtungen ein stationäres Interferenzmuster aufgebaut. Von Strömungen in Fluiden mitgeführten Partikel streuen beim Durchgang durch das Interferenzmuster das Licht. Die Intensität des gestreuten Lichts wird gemessen und aus seinem Zeitverlauf die Geschwindigkeit der Strömung senkrecht zu den Streifen des Interferenzmusters ermittelt.
- Particle Image Velocimetry
- Surface Pattern Image Velocimetry
- Die Windstärke kann auch ohne die Verwendung eines Messgeräts anhand der Beaufortskala phänomenologisch abgeschätzt werden.